# Quitinase

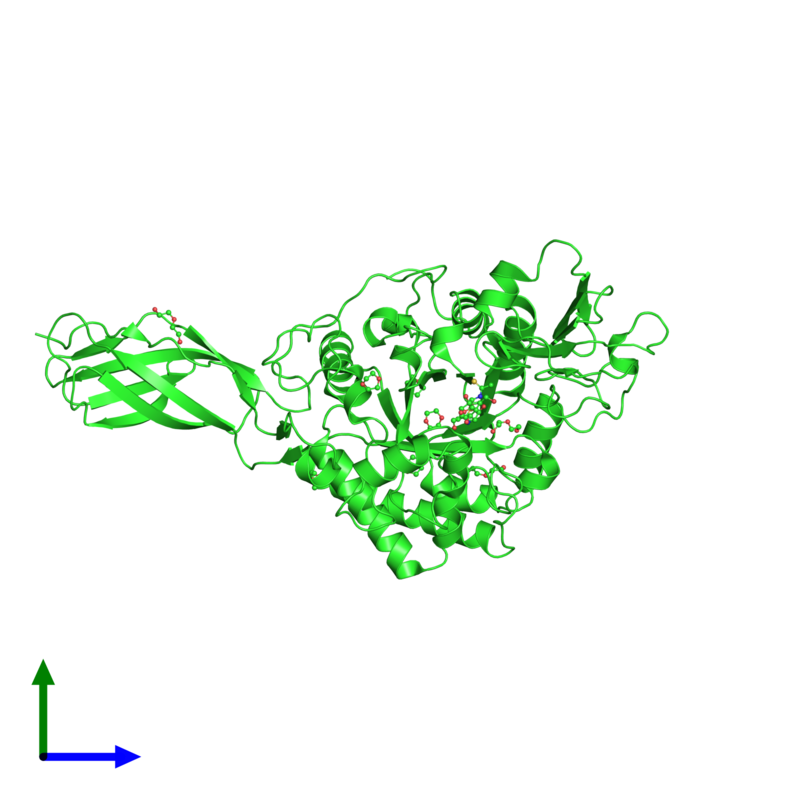
Quitinase Serratia marcescens.

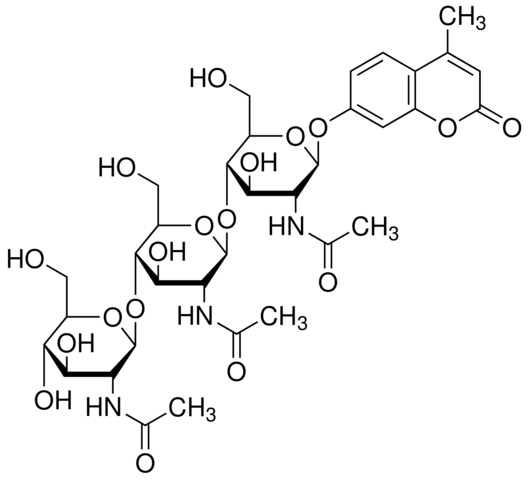
Estrutura do substrato: 4-Methylumbelliferyl-N,N',N-triacetyl-b-chitotrioside

Quitinases (EC 3.2.1.14) são endoglicosil-hidrolases que clivam as  ligações glicosídicas da  quitina, que é um polissacarídeo linear, formado por unidades de N-acetil-glicosamina unidas por ligações do tipo β-[1-4]. Quitinases de insetos participam na degradação da cutícula na muda, no turnover da membrana peritrófica e na digestão de fungos. 

## Descrição e função
Quitinases constituem parte da família 18 das glicosídeo hidrolases (COUTINHO & HENRISSAT, 1999). As proteínas dessa família possuem uma estrutura modular (ARAKANE et al., 2003), podendo ser constituídas de um peptídio sinal (aminoácidos 1 a 19 da seqüência da quitinase de Manduca sexta), um domínio catalítico (resíduos 20 a 395), um domínio conector rico em serinas e treoninas (resíduos 396 a 496) e um domínio de ligação a quitina rico em cisteínas (resíduos 497 a 554).
A presença de um peptídio sinal indica que essas enzimas são secretadas para o espaço extracelular - esse peptídio, entretanto, não é conservado, sendo característico do táxon considerado. Em insetos, parece haver certa conservação dentro de uma mesma ordem.
O domínio catalítico das quitinases de insetos possui uma série de resíduos conservados. Entre eles encontram-se os resíduos de aspartato e tirosina envolvidos diretamente em catálise (AALTEN et al., 2001).
O domínio conector rico em serinas e treoninas parece ser importante para o dobramento adequado dessas proteínas durante a secreção e para a estabilidade dessa enzima frente a proteases (ARAKANE et al., 2003).
O domínio C-terminal rico em cisteínas é importante para o reconhecimento e atividade sobre quitina. A retirada desse domínio na quitinase de M. sexta reduz drasticamente a atividade dessa enzima sobre o substrato natural, mas não afeta a atividade sobre oligossacarídeos ou substratos sintéticos como metil-umbelliferil-b-D-quitotriosídeo  (ARAKANE, 2003).
Diversas funções têm sido propostas para as quitinases de insetos. Grande parte delas estão claramente envolvidas no processo da muda, participando na digestão do exoesqueleto a ser substituído. Nesses casos, a quitinase é secretada para o espaço entre a cutícula velha e a cutícula nova. Outra função seria a de regular o processo de síntese e degradação da membrana peritrófica.

## Reação
Hidrólise aleatória de N-acetil-β-D-glucosaminídeo (1→4)-ligações β em quitina e quitodextrinas

## Outros nomes
chitodextrinase; 1,4-β-poly-N-acetylglucosaminidase; poly-β-glucosaminidase; β-1,4-poly-N-acetyl glucosamidinase; poly[1,4-(N-acetyl-β-D-glucosaminide)] glycanohydrolase

## Substratos
1. 4-metilumbeliferil beta-D-N,N',N''-triacetilquitotriosídeo
2. 3,4-dinitrofeniltetra-N-acetil-beta-D-quitotetraosídeo
3. 4-metilumbeliferil GlcNAcbeta(1-4)GlcNAcbeta(1-4)GlcNAc
4. 4-metilumbeliferil-N,N'-diacetilquitobiose
5. 4-nitrofenil beta-N,N',N''-triacetilquitotriosídeo
6. 2-acetamido-2-desoxi-4-O-(2-acetamido-2-desoxi-4-O-metil-beta-D-glicopiranosil)-1-O-4-metilumbeliferil-beta-D-glicopiranosídeo

## Banco de Dados
Para mais informações acesse:
| Banco de Dados | Banco de Dados                                                          |
| -------------- | ----------------------------------------------------------------------- |
| BRENDA         | http://www.brenda-enzymes.org/enzyme.php?ecno=3.2.1.14                  |
| ExPASy         | http://enzyme.expasy.org/EC/3.2.1.14                                    |
| KEGG           | http://www.genome.jp/dbget-bin/www_bget?ec:3.2.1.14                     |
| MetaCyc        | http://www.metacyc.org/META/NEW-IMAGE?type=EC-NUMBER&object=EC-3.2.1.14 |
| EBI            | http://www.ebi.ac.uk/intenz/query?cmd=SearchEC&ec=3.2.1.14              |
| CAZy           | http://www.enzyme-database.org/query.php?ec=3.2.1.14                    |